# تویتشنتال
تویتشنتال (به آلمانی: Teutschenthal) یک شهر در آلمان است که در زالهکرایس واقع شده‌است. تویتشنتال ۱۳٬۳۱۰ نفر جمعیت دارد.